# Československá basketbalová liga žen 1971/1972
Československá basketbalová liga žen 1971/1972 byla nejvyšší ligovou basketbalovou soutěží žen v Československu. Počet družstev byl 12. Titul mistra Československa získal tým Sparta ČKD Praha, na druhém místě se umístil klub Slavia VŠ Praha a na třetím Slovan CHZJD Bratislava.
- Sparta ČKD Praha (trenér Zbyněk Kubín) v sezóně 1971/72 získala 13. titul mistra Československa (z 23 celkem).
- Trenér Zbyněk Kubín se rozloučil s družstvem žen Sparty Praha, které vedl 7 sezón, získal s ním 6 titulů mistra Československa a jedno druhé místo.
- Vítězem ankety Basketbalista roku byla v roce 1971 Eva Petrovičová (Slovan Bratislava).
- „All Stars“ československé basketbalové ligy - nejlepší pětka hráčů basketbalové sezóny 1971/72: Hana Doušová-Jarošová, Helena Malotová-Jošková, Milena Jindrová, Eva Petrovičová, Martina Pechová-Jirásková
- Členka Síně slávy České basketbalové federace Věra Horáková-Grubrová (Slavia Univerzita Brno) po 20 letech skončila v ligové soutěži žen. Za Československo v letech 1953-1964 hrála 100 zápasů.
- Slovan Orbis Praha po 19 ligových sezónách sestoupil z československé ligy žen, získal 9 titulů mistra Československa, čtyři druhá a jedno třetí místo.

Konečné pořadí ligy  

1. Sparta ČKD Praha (mistr Československa 1972) - 2. Slavia VŠ Praha - 3. Slovan CHZJD Bratislava - 4. Lokomotíva Bratislava - 5. NHKG Ostrava - 6. KPS Brno - 7. Slávia VŠ Prešov - 8. Lokomotiva Košice - 9. Univerzita Brno - další 3 družstva sestup z 1. ligy: 10. Slovan Orbis Praha - 11. Slavia VŠ Poděbrady - 12. Lokomotíva Ústí nad Labem

## Systém soutěže
- Všechna družstva hrála dvoukolově každý s každým (doma - venku), každé družstvo 22 zápasů.

| Poř. | Tým                       | Z  | V  | P  | Skóre     | Body |
| ---- | ------------------------- | -- | -- | -- | --------- | ---- |
| 1.   | Sparta ČKD Praha          | 22 | 21 | 1  | 1765:1154 | 43   |
| 2.   | Slavia VŠ Praha           | 22 | 20 | 2  | 1744:1341 | 42   |
| 3.   | Slovan CHZJD Bratislava   | 22 | 17 | 5  | 1748:1487 | 39   |
| 4.   | Lokomotíva Bratislava     | 22 | 12 | 10 | 1400:1322 | 34   |
| 5.   | NHKG Ostrava              | 22 | 12 | 10 | 1607:1419 | 34   |
| 6.   | KPS Brno                  | 22 | 12 | 10 | 1481:1368 | 34   |
| 7.   | Slávia VŠ Prešov          | 22 | 11 | 11 | 1310:1394 | 33   |
| 8.   | Lokomotíva Košice         | 22 | 9  | 13 | 1403:1581 | 31   |
| 9.   | Univerzita Brno           | 22 | 7  | 15 | 1242:1354 | 29   |
| 10.  | Slovan Orbis Praha        | 22 | 7  | 15 | 1453:1567 | 29   |
| 11.  | Slavia VŠ Poděbrady       | 22 | 4  | 18 | 1314:1676 | 26   |
| 12.  | Lokomotiva Ústí nad Labem | 22 | 0  | 22 | 984:1788  | 22   |

## Sestavy (hráčky, trenéři) 1971/1972, 1972/1973
- Spartak Praha Sokolovo: Hana Doušová-Jarošová, Martina Pechová-Jirásková, Magda Jirásková-Houfková, Dana Klimešová-Ptáčková, Marie Zahoříková-Soukupová, Pavla Gregorová-Holková, Jana Doležalová-Zoubková, Hana Polívková, Eva Polívková, Ivana Kořínková-Kolínská, Helena Šilhavá-Reichová, Jitka Hojerová-Kotrbatá, Naďa Coufalová, Buchalová, Mejdová, Netrefová, Glaserová, Bobková. Trenér Zbyněk Kubín (1972), Lubomír Dobrý (1973)
- Slavia Praha ITVS: Milena Jindrová (Hacmacová), Alena Spejchalová, Martina Balaštíková-Babková, Alena Hibšová, Hrbková-Borovianská, Navrátilová, Růžičková, Šínovská, Hejková, Hrdinová, D. Hájková, Lenzová, Plátová, Pillmayerová. Trenér Jan Karger
- Slovan CHZJD Bratislava: Eva Petrovičová, Božena Miklošovičová-Štrbáková, Táňa Gálová-Petrovičová, Olga Zajasenská-Došeková, Maria Kiffuszová, Jančiarová-Matušková, Gavačová-Halamičková, Piatková, Radošínska, Grenčíková, Jarková, Darina Norovská-Pastuchová, Váleková, Zatloukalová, Hrebíčková, Canková-Radošínska, Hedlíková. Trenér Jozef Hodál
- Lokomotíva Bratislava: Helena Zvolenská, Nataša Lichnerová-Dekanová, Věra Kišová-Luptáková, Fričová-Ferenceiová, Bednaríková, Zuzana Kartíková-Čajová, Mocková, Fabulová-Schneiderová, Zigmanová, Maláčová, Valušková-Tarasovičová, Meszárošová, Jaurová, Majdiaková. Trenér R. Frimmel
- KPS Brno: Olga Přidalová (Kyzlinková-Mikulášková), Eva Mikulášková, Hana Opatřilová-Drastichová, Stanislava Dimitrivová-Grégrová, Olga Bobrovská-Hrubá, Kurzová-Reichlová, Jaroslava Synková, Růžena Maksantová, Keberlová, Kummerová, Vrbová, Muselíková, Eva Podivínová-Davidová, Lenka Grimmová-Nechvátalová, Brabencová-Kopáčková, Fischmeistrová, Hromková. Trenér Zdeněk Bobrovský
- NHKG Ostrava: Helena Malotová-Jošková, Dana Tušilová-Rumlerová, Jiřina Přívarová, Dundrová-Šlapáková, Dudková-Námyslová, Z. Přivarova-Olejníčková, Klapáčová, Skřivanová, Kolková, Medvecká, Vavřínová, Krajcová-Trunkátová, Böhmová-Vejsová, Želazná, Olšáková, Šejdová, Kornasová, Vocetková-Kičmerová, Ševčíková, Urbanczyková. Trenér Stanislav Linke
- Slávia VŠ Prešov: Yvetta Paulovičová-Pollaková, Červeňanová-Lipovská, Gabriela Jančoková-JeleníkováJeleníková, Viera Bebčáková, Kosecová, Dobiášová, Šebejová, Vassová-Karasová, Hajduková, Neubauerová, Balážová, Fariničová, Štefániková, Rešková, Pillarová, Jančoková, Veselovská. Trenér Juraj Filčák
- Jiskra Kyjov: M. Klimková-Neničková, Vlasta Mottlová-Vrbková, Eva Vrbková, Hovězáková, Bednářová. Hlaváčová, Seidlová, Domanská, Nečasová, Spurná, Kristová, Veselá, Z.Klimková. Trenér Zdeněk Martykán
- Lokomotíva Košice: Eva Galášová, Dana Šmihulová-Hapalová, Jana Hrabovská-Smolenová, Kašperová, Holúbková, Kovaříková, Krajčírová-Fialová, Polakovičová, Radóczyová, Kovaříková, Podolínska, Sciranková, Prokšová, Radváková, Kováčová, Buková, Bačíková, UrbanováBenková, Dzubanová, Ondičová, M.Galášová, Brhelová, Kovalová, Samuelisová-Mrázová, Radóczyová. Trenér L. Šosták (1972), D. Rodziňák (1973)
- Slavia Univerzita Brno: Věra Horáková-Grubrová, Ludmila Kuřilová-Navrátilová, Vlasta Pacíková, Wernischová. Nováková, Juránková, J. Polcarová, Večeřová, Kostivová, A. Polcarová, Šupová, Kepáková, Hrabcová. Štěpánková, Dvořáková, Kostivová, Heroldová, Dezortová, Latynová, Pickartová. Trenér Luboš Polcar
- Slovan Orbis Praha: Vlasta Brožová-Šourková, Navrátilová-Mareschová, Krajčírová-Fialová, Andrlíková. Loňková, Janoušková, Nekolová, Třesohlavá, Staňková, Stroffová, Korbářová, Řihošková. Trenér J. Kořenský
- Slavia Poděbrady: Marta Kreuzová-Melicharová , Peťová, Hamplová, Somrová, Ropková, Vávrová, Fialová, Skořepová, Haklová, Borůvková, Simjancevová, Prostředníková. Trenér R. Simjancev
- Lokomotiva Ústí n/L: Jana Šubrtová, Kopáčková, Růžičková, Rysová, Crkalová, Botošová, Kávová, Soukupová, Bublíková, Zajícová, Moťková, Chládková, Masopustová, Schlagmanová, Weidenthalerová. Trenér Květoslav Soukup
- Slavia B.Bystrica: Ludmila Chmelíková, Světlíková, Martišová, Oklepková-Dutková, Gregorová, Meiszingerová, Nagyová, Adamcová, Šipkovská, Bartková, Balážová, Kalinayová, Rusková, Kupková, Železníková, Zacharová, Kachničová. Trenér M. Kršjak
- Lokomotiva Karlovy Vary: Bartošová, J. Helínska, Antoníková, Štocková, Konopková, Kubastová, Drejčková, Z. Helínska, Toušková, Petráňová, Mottlová, Hrubá, Gubičová, Blažková. Trenér A. Brabec

## Zajímavosti
- Mistrovství Evropy v basketbale žen 1972 se konalo v Bulharsku (Varna) v říjnu 1972 za účasti 12 družstev. Mistrem Evropy byl Sovětský svaz, Bulharsko na 2. místě , Československo na 3. místě, Francie na 4. místě. Československo na ME 1972 hrálo v sestavě: Milena Jindrová 83 bodů/ 8 zápasů, Hana Doušová-Jarošová 57 /8, Eva Petrovičová 56 /8, Helena Malotová-Jošková 50 /8, Stanislava Dimitrovová-Grégrová 49 /8, Táňa Petrovičová 45 /5, Alena Spejchalová 38 /6, Dana Klimešová-Ptáčková 35 /7, Yvetta Polláková 21 /5, Božena Miklošovičová 20 /4, Martina Pechová-Jirásková 17 /7, Martina Balaštíková-Babková 6 /2, celkem 477 bodů v 8 zápasech (6 vítězství, 2 porážky). Trenéři Jindřich Drásal, Alois Brabec)
- V Poháru evropských mistrů v basketbalu žen Sparta ČKD Praha v sezóně 1971/72 vyřadila v semifinále CUC Clermont Ferrand (Francie) a ve finále prohrála s Daugava Riga.
- V Pohár vítězů pohárů žen Slavia VŠ Praha vyřazena v sezóně 1971/72 ve čtvrtfinále.